# Claudia Plöckl

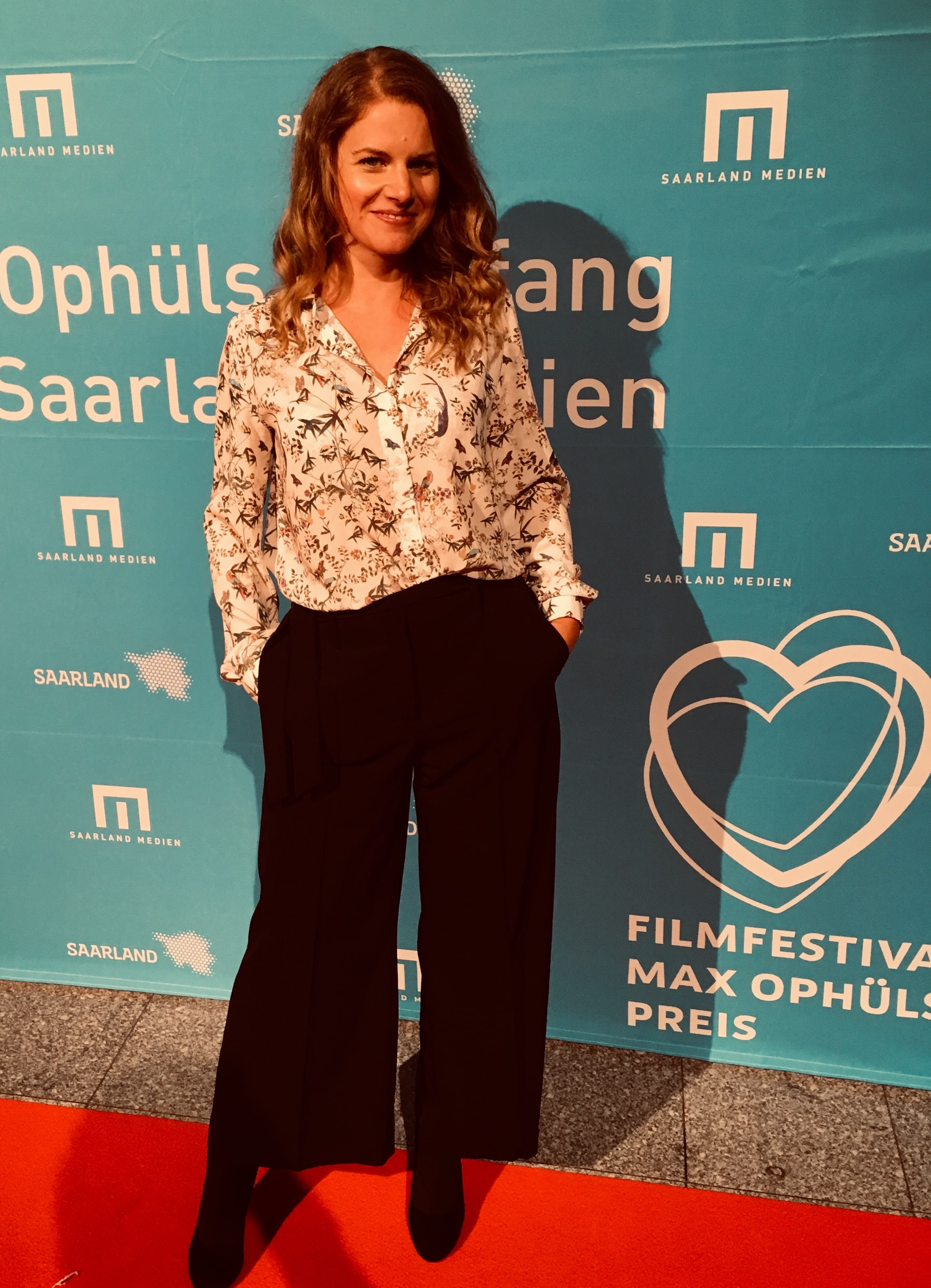
Claudia Plöckl auf dem Max-Ophüls-Empfang im Rahmen der Berlinale 2020

Claudia Plöckl (* 1987 in Augsburg) ist eine deutsche Schauspielerin.

## Biografie
Claudia Plöckl wurde in Augsburg geboren. Nach dem Abitur studierte sie Theaterwissenschaft und Spanisch an der  Ludwig-Maximilians-Universität München. Von 2005 bis 2009 absolvierte sie ihr Schauspielstudium an der Hochschule für Musik und Theater Rostock. Bereits während ihres Studiums trat sie am Volkstheater Rostock unter der Regie von Johanna Schall sowie am Staatstheater Schwerin auf. Von 2009 bis 2010 war sie am Staatstheater Braunschweig engagiert, wo sie unter der Regie von Karin Koller in Nora oder Ein Puppenheim sowie unter der Regie von Constanze Kreusch als Sarah Regan in Harper Regan spielte. Von 2010 bis 2013 gehörte sie zum festen Ensemble des Jungen Staatstheaters Wiesbaden und war dort unter anderem als Petra in Lutz Hübners Creeps, als Leila in Gelber Mond sowie in Der gewissenlose Mörder Hasse Karlsson (Regie: Isabel Osthues) zu sehen. Zu den Regisseuren in dieser Zeit zählten unter anderem Adewale Teodros Adebisi und Jens Kerbel. Es folgten weitere Engagements am Staatstheater Wiesbaden, Staatstheater Braunschweig, Fritz Rémond Theater Frankfurt und an der Komödie im Bayerischen Hof München.
2016 gab Plöckl ihr Kinodebüt in der deutsch-russischen Koproduktion No Comment an der Seite von Leonard Proxauf unter der Regie von Artem Temnikov. 2018 war sie im Abschlussfilm Forsthaus (Bauhaus-Universität Weimar, Regie: Paul-Vincent Mayr) auf verschiedenen deutschen Filmfestivals in der weiblichen Hauptrolle neben Dirk Böhling zu sehen. 2019 spielte sie in der ZDF-Serie Der Staatsanwalt die Rolle der Sandra Kiesling. Es folgten Auftritte in den Fernsehserien Um Himmels Willen und Der Bergdoktor (2020–2021) sowie 2022 in der ZDF-Serie Frühling. 2023 übernahm sie die Rolle der Leiterin eines Waisenhauses im Kinofilm The Dark Girl (Regie: Enrico Saller; Camgaroo Award Gewinner 2023) Im selben Jahr spielte sie unter der Regie von Janina Hüttenrauch die Hauptrolle Sabine im Kurzspielfilm Zu Hause (Hamburg Media School). 2024 gewann Zu Hause den Jury Award des Cortisonici Film Festivals. Jury Kommentar: "Für den Mut, sich mit sprachlichen Codes, die unter Verzicht auf Dialoge auf das ausdrucksstarke Schwarz-Weiß der Bilder und die Intensität der Schauspieler verweisen, einem schmerzhaften und heißen Thema zu stellen, das in seiner Dauer die Komplexität quälender Emotionen einschließt
Zwischen 2024 und 2025 produzierte sie den Kurzspielfilm Wilde Jagd, bei dem sie neben der Produktion auch die Regie übernahm, das Drehbuch verfasste und die weibliche Hauptrolle an der Seite von Selam Tadese spielte. Die Kamera führte Manuel Ruge. Der Mysterythriller thematisiert die Dynamik einer toxischen Paarbeziehung. Wilde Jagd wurde 2024 beim 1st Monthly Film Festival mit dem Award für den „Best Indie Shortfilm“ ausgezeichnet. Für ihre Darstellung der Clara erhielt sie 2024 den Preis als „Best Actress Shortfilm“ sowohl bei den Independent Film Awards als auch beim 1st Monthly Film Festival.
Claudia Plöckl lebt in Berlin und München und ist Mitglied im Bundesverband Schauspiel (BFFS).

## Filmografie (Auswahl)
- 2014: SOKO Leipzig – Schuss durch die Tür / ZDF
- 2015: No Comment – Kinofilm / Fakturafilm
- 2016: Das wahre Glück man selbst zu sein – Kurzspielfilm / Hochschule Darmstadt
- 2018: Forsthaus – Kurzspielfilm / Bauhaus-Universität Weimar
- 2018: Beat – Amazon Prime
- 2019: Whitecollar Upgrade – Kurzspielfilm / nordmedia
- 2019: Der Staatsanwalt – Vergissmeinnicht / ZDF
- 2020: Um Himmels Willen – Positiv / ARD
- 2021: Der Bergdoktor – Tausendundein Tag / ZDF
- 2022: Frühling – Kleiner Engel, Kleiner Teufel / ZDF
- 2023: The Dark Girl – Kino / Amazon Prime
- 2024: Zu Hause – Kurzspielfilm / Hamburg Mediaschool
- 2024: Gegen das Paradies – mittellanger Spielfilm / RBB
- 2024–2025: Wilde Jagd – Kurzspielfilm
- 2024: A man going his own way – Kurzspielfilm / DFFB
- 2025: Parzellen des Glücks – Kurzspielfilm / Filmuniversität Babelsberg Konrad Wolf / Nominierung Max Ophüls Preis 2025

## Theater (Auswahl)
- 2023 Theatergastspiele Fürth
- 2022–2024 Theater Potsdam
- 2020/2019: Fritz Rémond Theater Frankfurt
- 2019: Komödie Frankfurt
- 2018: Komödie im Bayerischen Hof München
- 2018: Fritz Rémond Theater Frankfurt
- 2016–2015: Staatstheater Braunschweig
- 2014–2010: Festengagement am Staatstheater Wiesbaden
- 2010–2009: Staatstheater Braunschweig
- 2008: Volkstheater Rostock
- 2007: Staatstheater Schwerin
- 2005: Staatstheater Augsburg